# هاربر كارتر
هاربر كارتر (بالإنجليزية: Harper Carter)‏ هو ممثل أمريكي، ولد في 3 أكتوبر 1939.

## أعمال

### أفلام
- (1953) تيتانيك

## وصلات خارجية
- هاربر كارتر على موقع IMDb (الإنجليزية)
- هاربر كارتر على موقع أول موفي (الإنجليزية)
- هاربر كارتر على موقع قاعدة بيانات الأفلام السويدية (السويدية)
- هاربر كارتر على موقع كينوبويسك (الروسية)